# 전익령
전익령(1978년 7월 26일 ~ )은 대한민국의 배우이다.

## 학력
- 이화여자고등학교
- 중앙대학교 연극영화과

## 생애
1998년 영화배우로서 첫 데뷔를 하였고, 이어 같은 해 2001년 MBC 30기 공채 탤런트로 정식 데뷔하였다. 데뷔 후 한동안 전예서라는 예명으로 활동하다 2011년을 기점으로 본명으로 활동 중이다.

## 연기 활동

### 드라마
| 연도        | 채널      | 제목                                    | 역할            | 비고       |
| ----------- | --------- | --------------------------------------- | --------------- | ---------- |
| 2002        | MBC       | 사랑을 예약하세요                       |                 | 34부작     |
| 2004 ~ 2005 | KBS1      | 불멸의 이순신                           | 청향            | 104부작    |
| 2004 ~ 2005 | KBS2      | 드라마시티 - 반투명                     | 지영            | 단막극     |
| 2005        | KBS1      | 고향역                                  | 채선경          | 174부작    |
| 2006        | KBS2      | 드라마시티 - 기억이 잠든 사이           | 희선            | 단막극     |
| 2006        | KBS2      | 드라마시티 - 춘영                       | 심춘영          | 단막극     |
| 2006        | KBS2      | 드라마시티 - 완벽한 부부                | 윤시현          | 단막극     |
| 2007        | KBS2      | 마왕                                    | 오승희          | 20부작     |
| 2007        | MBC       | 옥션 하우스                             |                 | 12부작     |
| 2007        | KBS1      | 아름다운 시절                           | 오향숙          | 149부작    |
| 2007        | KBS2      | 드라마시티 - 기억상실증에 걸린 저승사자 | 희선            | 단막극     |
| 2007        | KBS2      | 드라마시티 - 이중장부 살인사건          | 신태윤          | 단막극     |
| 2008        | SBS       | 행복합니다                              |                 | 58부작     |
| 2008        | MBC       | 라이프 특별조사팀                       |                 | 12부작     |
| 2009        | MBC       | 하얀 거짓말                             |                 | 159부작    |
| 2010        | KBS1      | 거상 김만덕                             | 백소례          | 30부작     |
| 2010        | KBS1      | 전우                                    |                 | 20부작     |
| 2010        | KBS2      | 드라마 스페셜 - 텍사스 안타             |                 | 단막극     |
| 2010        | KBS2      | 드라마 스페셜 - 어서 말을 해            | 함계신          | 단막극     |
| 2011        | SBS       | 싸인                                    | 시가노 레이코   | 20부작     |
| 2011        | MBC       | 불굴의 며느리                           | 박세령          | 113부작    |
| 2011        | KBS2      | 드라마 스페셜 - 아내의 숨소리           | 박가영          | 단막극     |
| 2012        | KBS2      | 드라마 스페셜 - 불이문                  | 해정            | 단막극     |
| 2012        | KBS2      | 드라마 스페셜 - 내가 가장 예뻤을 때     | 이신애          | 단막극     |
| 2012        | KBS2      | 드라마 스페셜 - 오월의 멜로             | 김윤주          | 단막극     |
| 2013        | SBS       | 수상한 가정부                           | 권 작가         | 20부작     |
| 2014        | KBS1      | 정도전                                  | 유모 장씨       | 50부작     |
| 2015        | SBS       | 황홀한 이웃                             | 서봉희          | 119부작    |
| 2017        | KBS2      | 김과장                                  | 이과장의 아내   | 20부작     |
| 2017        | KBS2      | 마녀의 법정                             | 장은정          | 16부작     |
| 2017        | SBS       | 의문의 일승                             | 한차경          | 20부작     |
| 2017        | OCN       | 나쁜 녀석들 : 악의 도시                 | 박창준의 부인   | 16부작     |
| 2018        | SBS       | 서른이지만 열일곱입니다                 | 김현진          | 16부작     |
| 2018        | OCN       | 보이스 2                                | 방제수의 어머니 | 12부작     |
| 2019        | MBC       | 신입사관 구해령                         | 모화            | 20부작     |
| 2020        | KBS2      | 어서와                                  | 박신자          | 24부작     |
| 2021        | MBC       | 오! 주인님                              | 정유라          | 16부작     |
| 2022        | MBC WAVVE | 트레이서                                | 안경희          | 16부작     |
| 2022        | TVING     | 아직 최선을 다하지 않았을 뿐            | 신다혜          | 12부작     |
| 2023        | SBS       | 법쩐                                    | 원지아          | 12부작     |
| 2023        | KBS2      | 두뇌공조                                | 김재숙          | 16부작     |
| 2024        | JTBC      | 옥씨부인전                              | 송 씨 부인      | 2회 ~ 10회 |

### 영화
| 연도 | 제목                         | 역할            | 감독   | 제작/배급       |
| ---- | ---------------------------- | --------------- | ------ | --------------- |
| 1998 | 여고괴담                     | 반 학생         | 박기형 |                 |
| 2002 | 후아유                       | 오아시스        | 최호   |                 |
| 2004 | 가능한 변화들                | 여직원          | 민병국 | 무비넷          |
| 2010 | 세상에서 가장 아름다운 소풍  | 다큐멘터리 작가 |        |                 |
| 2012 | 이른 봄, 경주                | 희명            |        |                 |
| 2013 | 파편                         | 혜린            |        |                 |
| 2013 | 나와 S4 이야기 - 헬로 엄마   | 유진            | 김남길 | 삼성전자        |
| 2016 | 남과 여                      | 효선            | 이윤기 | 영화사 봄       |
| 2018 | 성난황소                     | 브로커          | 손용호 | CJ 엔터테인먼트 |
| 2019 | 나쁜 녀석들: 더 무비         | 최선미          | 김민호 | 쇼박스          |
| 2023 | 스마트폰을 떨어뜨렸을 뿐인데 | 정미            | 김태준 | 넷플릭스        |

### 연극
- 2015년 스피킹 인 텅스 - 쏘냐 / 발레리 역

## 연기 외 활동

### 뮤직비디오
- 2000년 김돈규 - 〈단〉
- 2008년 신혜성 - 〈퍼플레인〉
- 2009년 박은옥, 정태춘 - 〈다시, 첫 차를 기다리며〉
- 2010년 변진섭 - 〈눈물이 쓰다〉

### CF
- 한화정보통신 - 한화PCS

## 봉사 활동 및 홍보대사
- 2009년 JTS 거리모금캠페인[3]
- 2009년 대한장애인유도협회 홍보대사

## 수상
- 2007년 : KBS 연기대상 단막극부문 여자 연기상